# Schloss Monaise

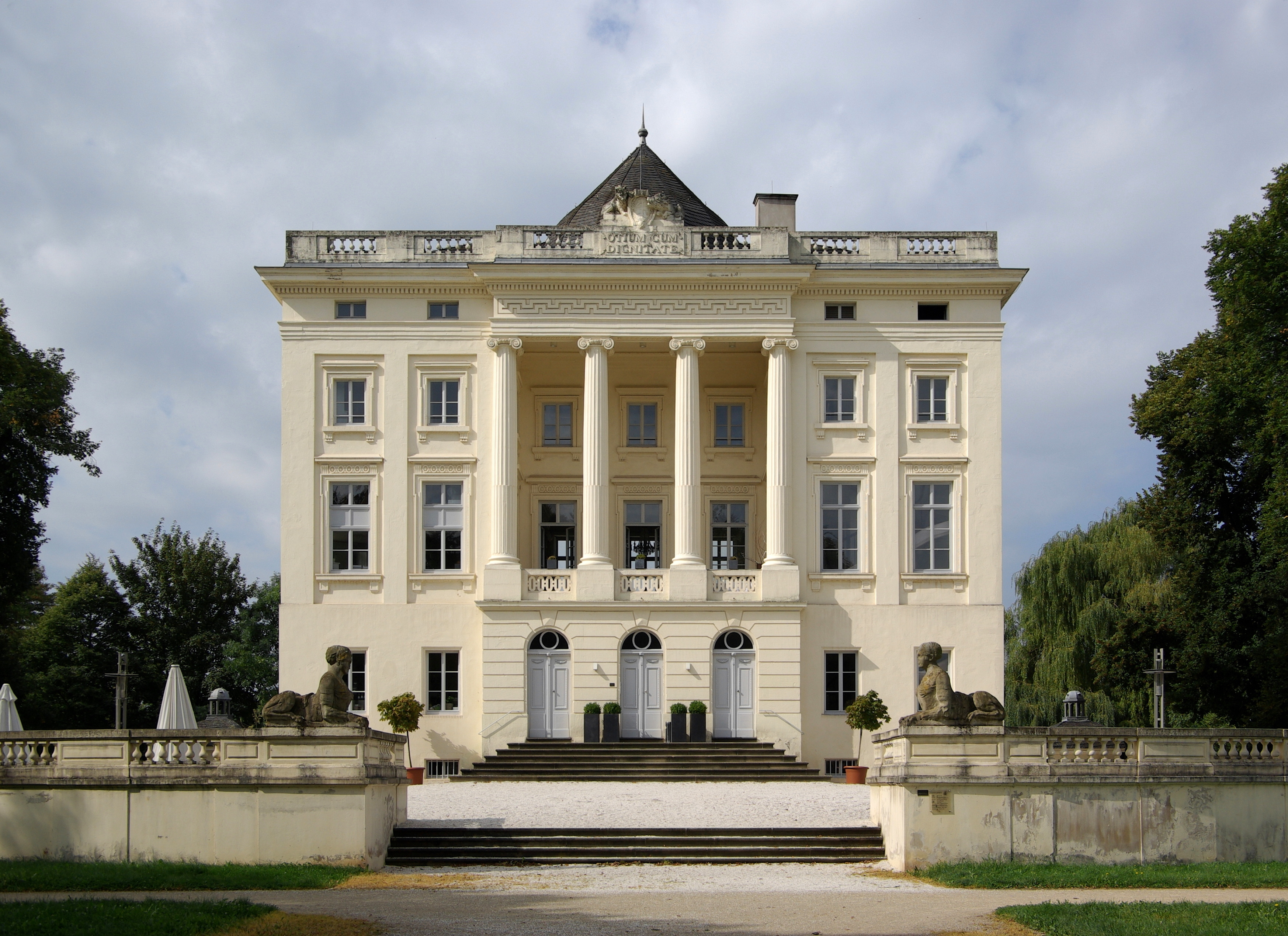
Schloss Monaise

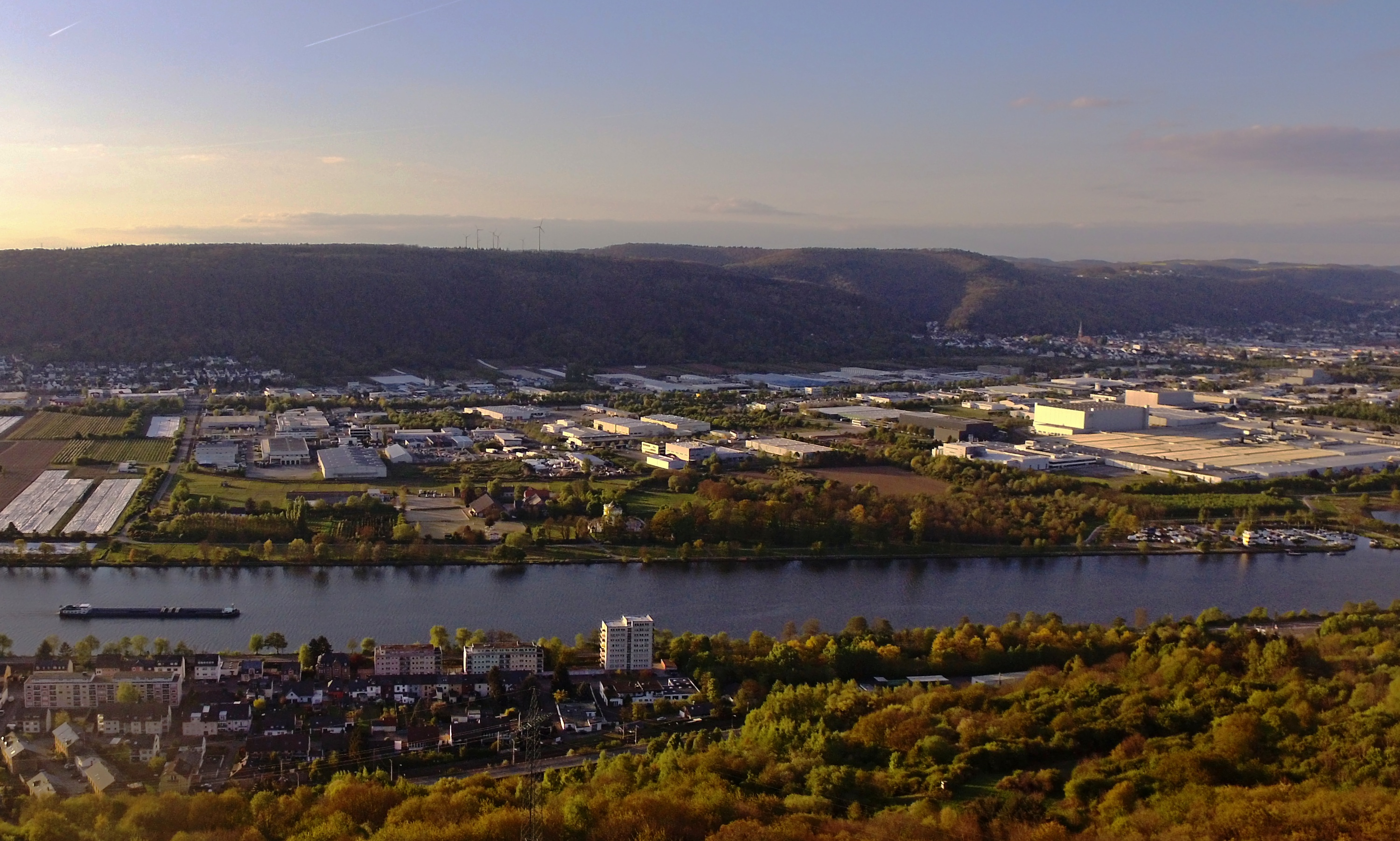
Lage (über dem weißen Hochhaus im Vordergrund/Bildmitte) zwischen Mosel und Industriegebiet

Schloss Monaise (von französ. „mon aise“ „meine Muße“, „meine Leichtigkeit“, „mein Behagen“, „meine Bequemlichkeit“, „meine Gelassenheit“, „meine Ruhe“ – gemäß dem lateinischen Leitspruch unter dem Wappen: „Otium cum dignitate“) an der Mosel gehört seit dem „Bannstreit“ im Jahre 1853 samt Hofgut zum Trierer Stadtteil Euren.
Das geschichtlich stark mit Zewen beziehungsweise dem heutigen Zewener Ortsteil Oberkirch verknüpfte frühklassizistische Schloss wurde 1779–1783 von François Ignace Mangin als Sommerresidenz für den Trierer Domdechanten und späteren Fürstbischof von Speyer, Philipp Franz Wilderich Nepomuk von Walderdorf erbaut. Es wurde als Lustschloss  erbaut mit großen Repräsentationsräumen im ersten Stock, einem schlichten Obergeschoss (für die Dienerschaft) und mit großer Terrasse und Freitreppe und ist umgeben von einem Park. Dazu wurde das Oberkircher „Schwesterdorf“ Niederkirch abgerissen.
Baugeschichtlich ist Monaise das vielleicht besterhaltene deutsche Beispiel einer Villa suburbana des späten 18. Jahrhunderts. Nach der Französischen Revolution wechselte das Schloss mehrfach den Besitzer und war nach dem Zweiten Weltkrieg dem Verfall preisgegeben. Durch die Ausweisung eines Industrie- und Gewerbegebiets auf den ehemals zu dem Besitz gehörenden Ländereien ist die ursprüngliche, ländlich-idyllische Lage heute nur noch teilweise nachvollziehbar.
Nach gründlicher Renovierung in den Jahren 1992 bis 1997 wird Schloss Monaise, das sich im Besitz der Stadt Trier befindet, heute als Restaurant genutzt. Das Hofgut ist heute eine Reitanlage des Post-Sportvereins Trier.

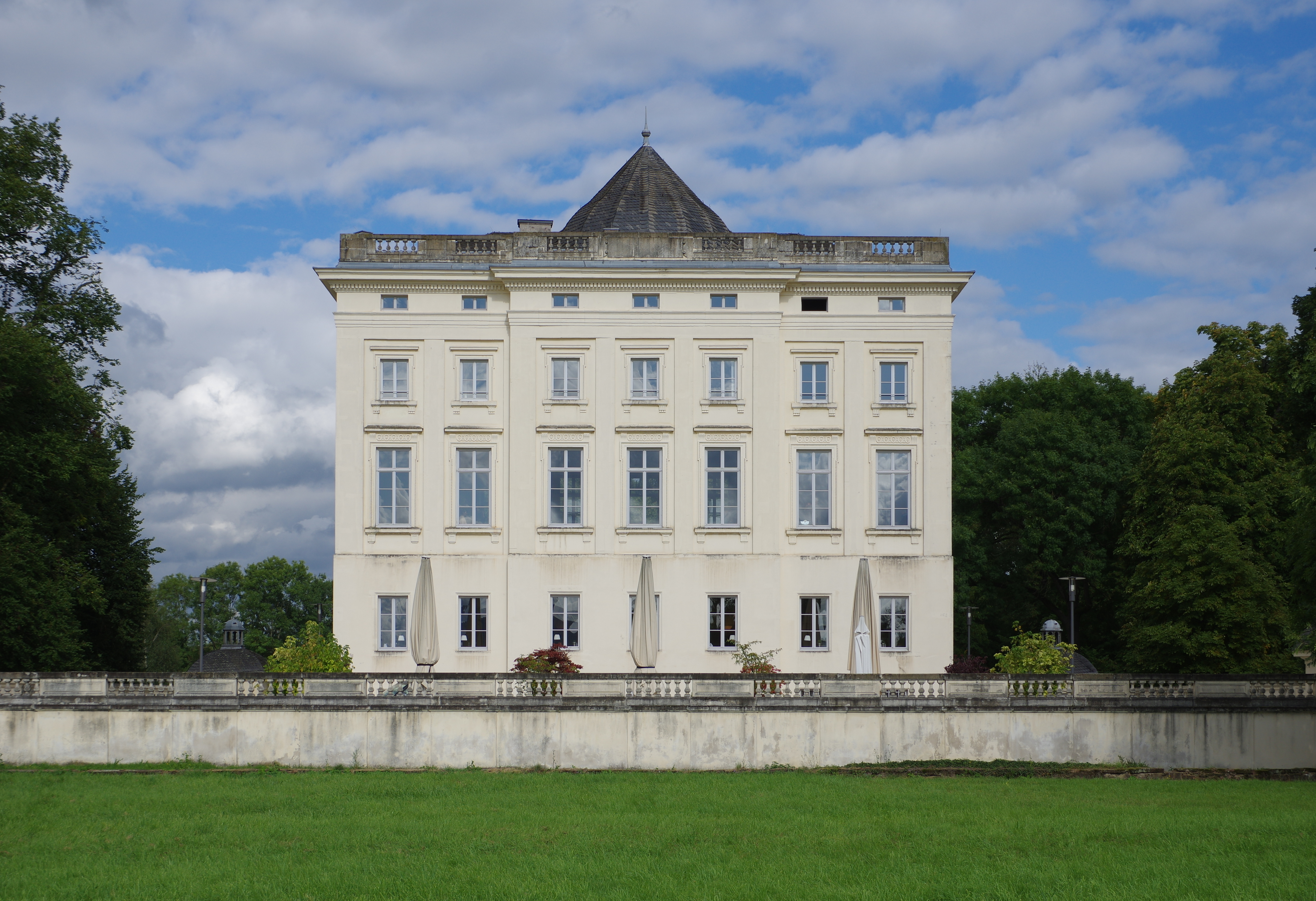
Südseite
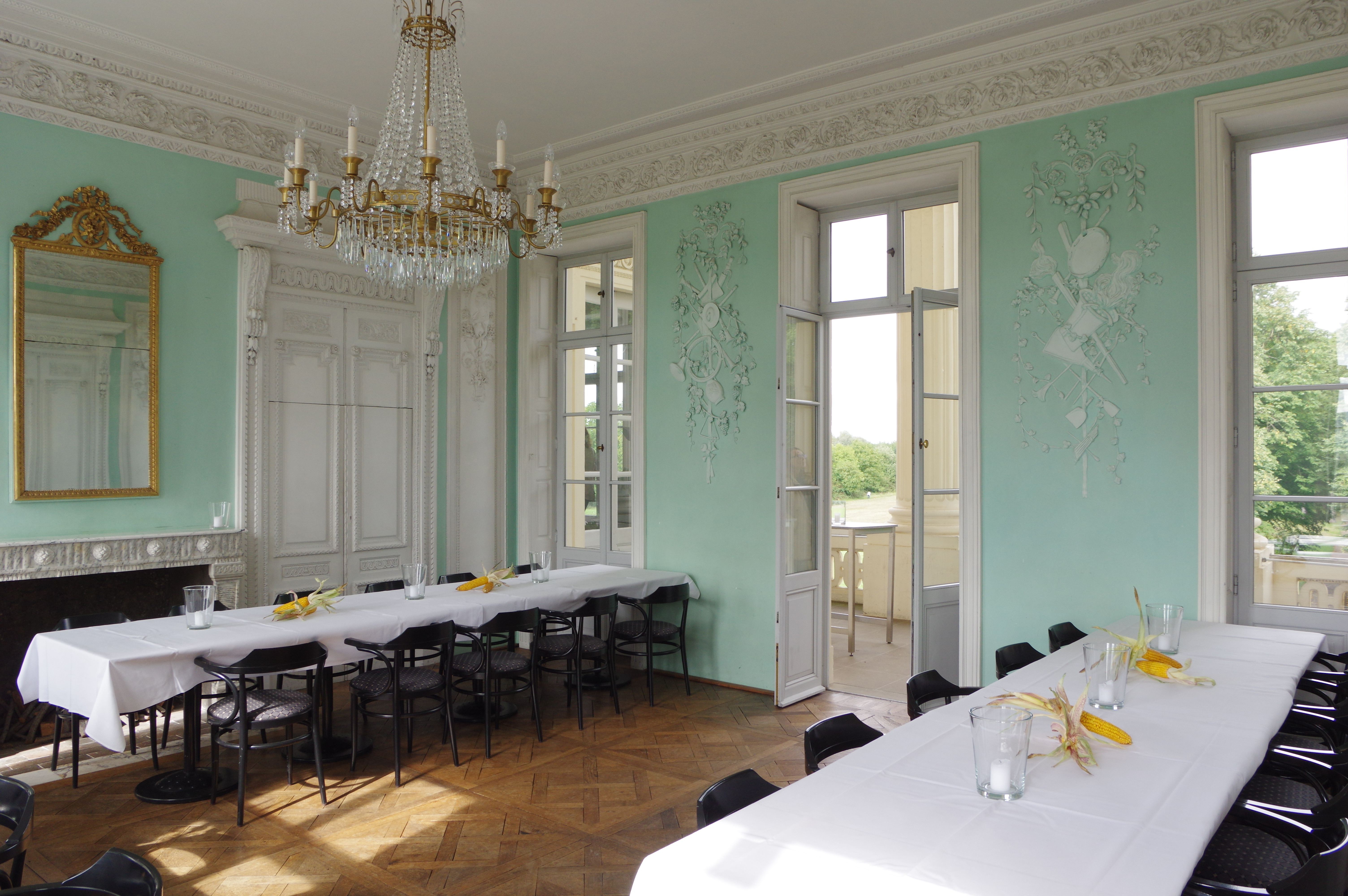
Festsaal
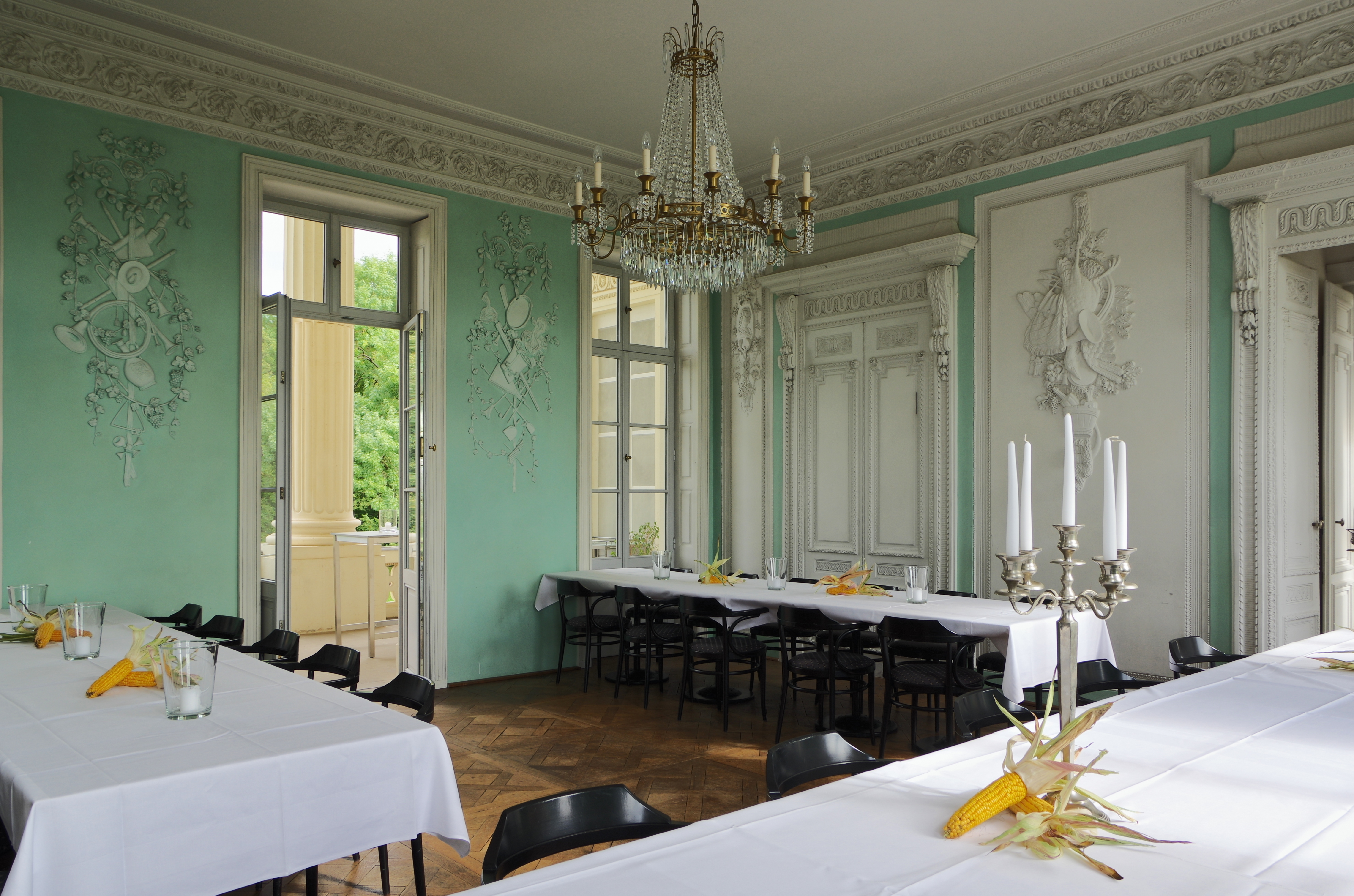
Festsaal
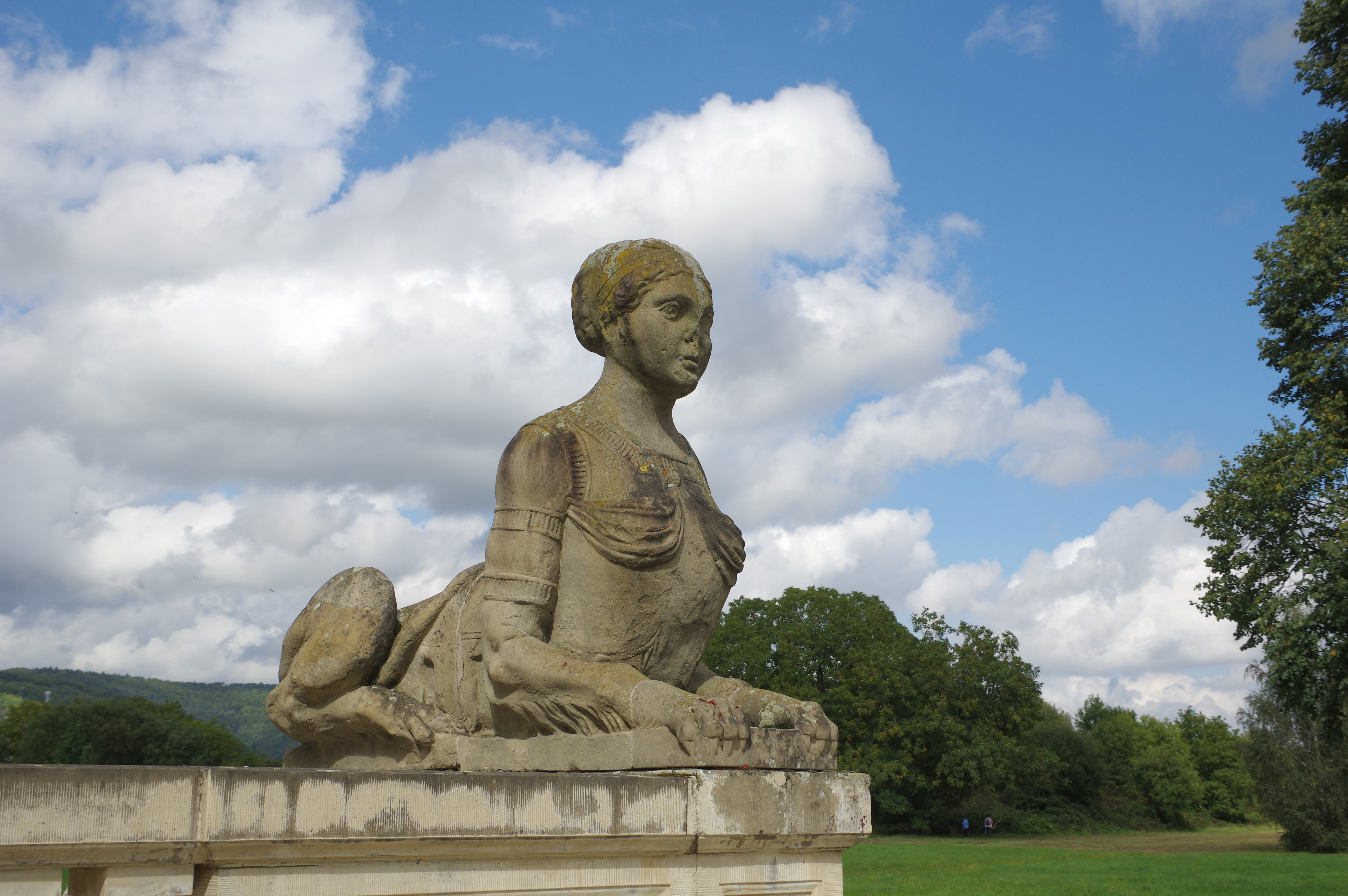
Sphinx auf der Terrasse
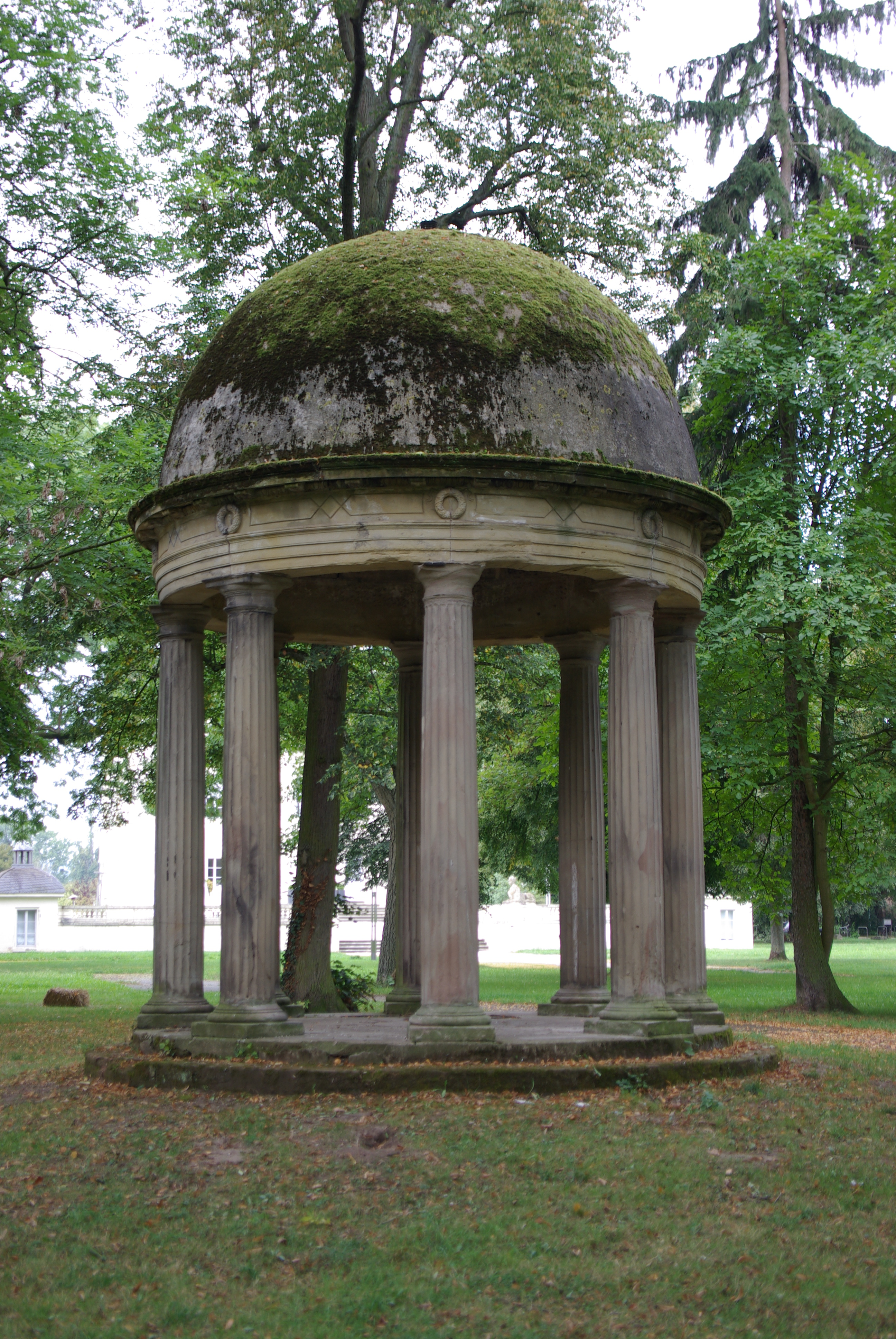
Monopteros
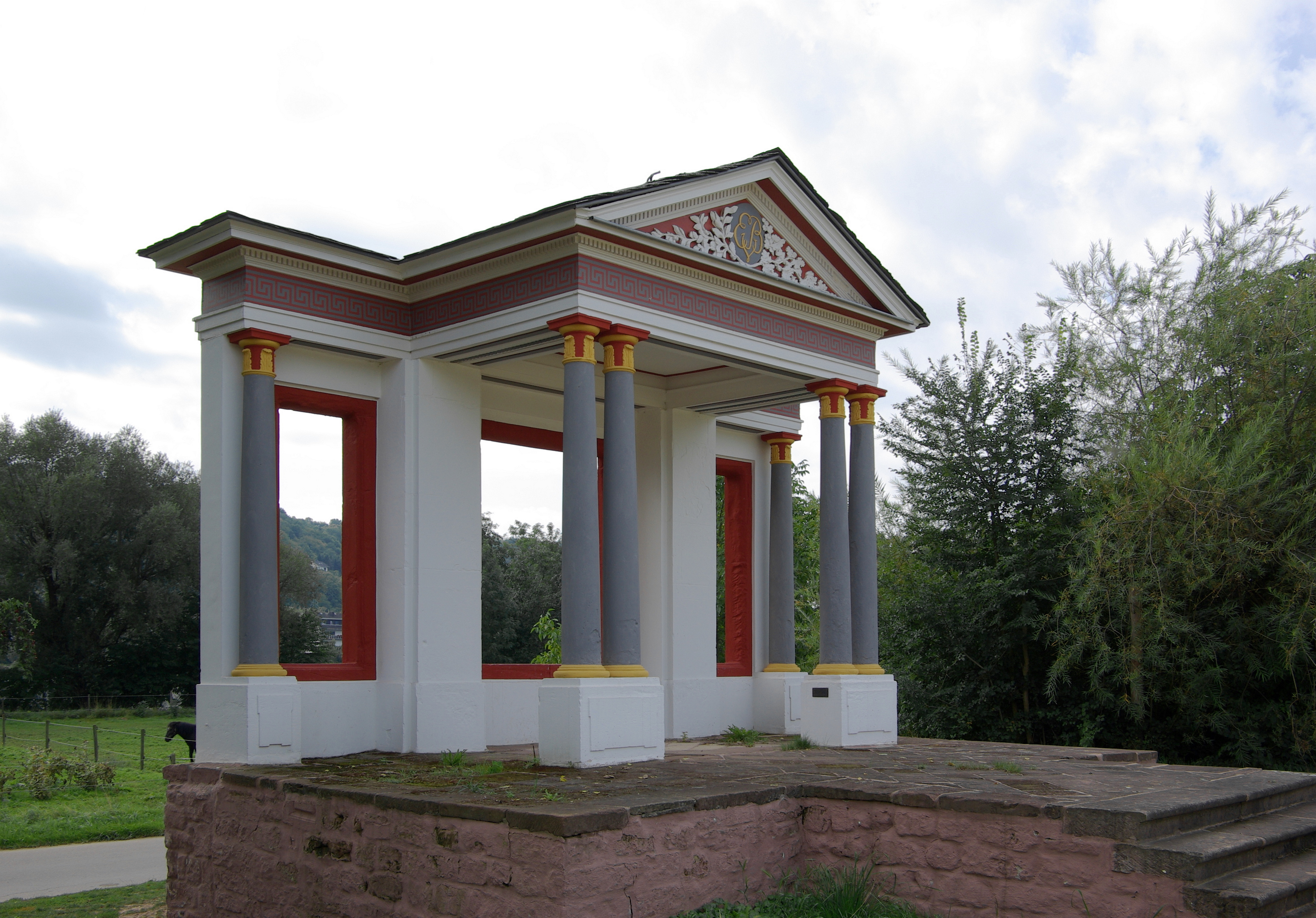
Gloriette